# Ventisquero Caupolicán
Die Ventisquero Caupolicán (von spanisch ventisquero ‚Schneeverwehung‘) ist ein Gletscher auf der Wiencke-Insel im Palmer-Archipel westlich der Antarktischen Halbinsel. Er liegt rund 1,2 km nördlich des Port Lockroy im Westen der Insel und mündet in den Puerto Angamos. 
Wissenschaftler der 1. Chilenischen Antarktisexpedition (1946–1947) benannten ihn im Zuge von Vermessung des Puerto Angamos. Namensgeber ist Caupolicán († 1558), ein Häuptling der Mapuche im Arauco-Krieg gegen die spanischen Konquistadoren.